# رأس أبروق

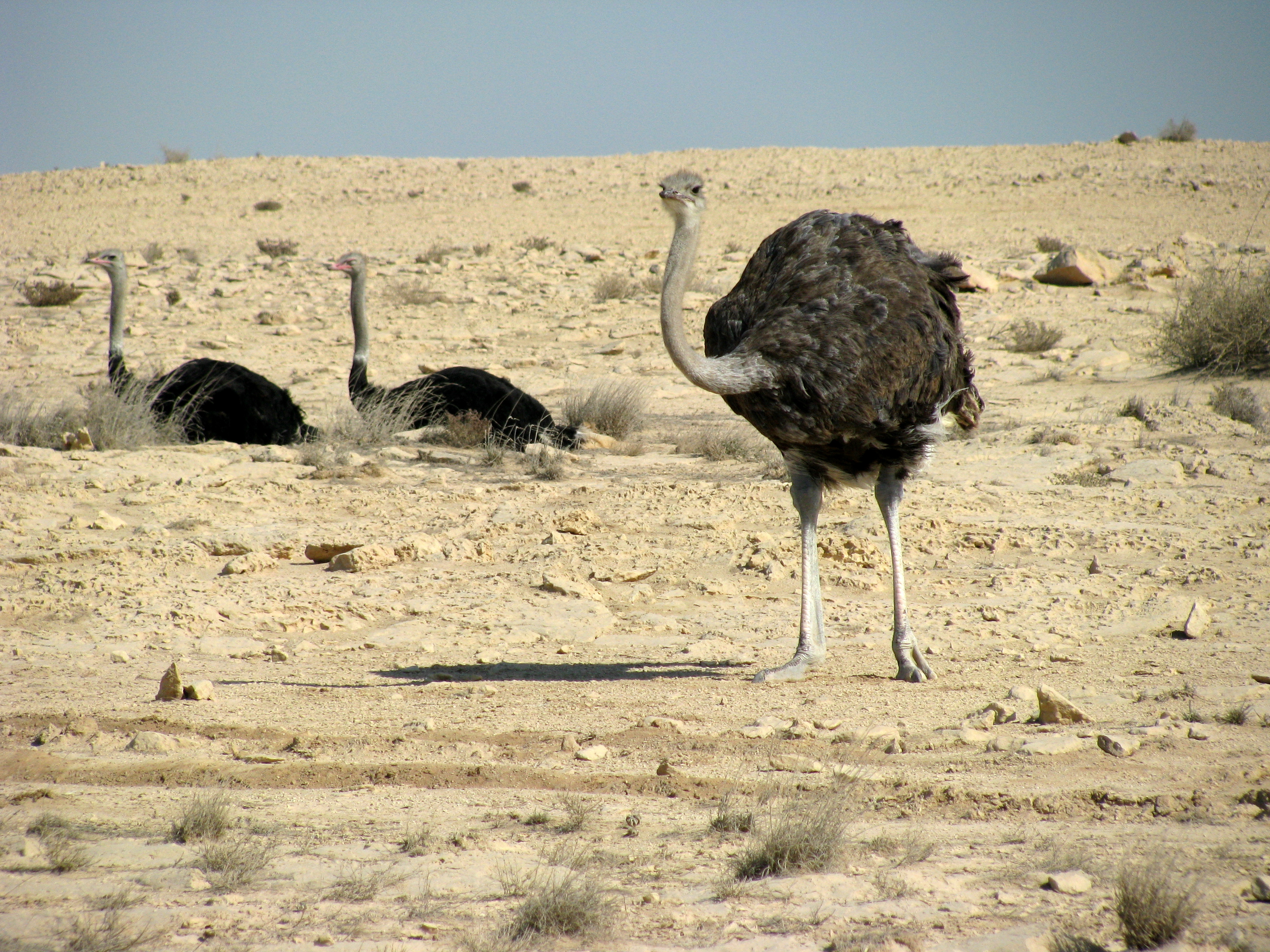
يحتوي رأس أبروق على أعلى نسبة من النعام في قطر.

رأس أبروق المعروف أيضا باسم بير زكريت هي منطقة شمال دخان في قطر. للمنطقة شاطئ يحمل نفس الاسم ومختلف المواقع الأثرية. منذ القرن الحادي والعشرين أصبحت المنطقة موقع سياحي.

## الموقع
يقع رأس أبروق بالقرب من مدينة دخان. يقع على بعد 70 كيلومتر غرب العاصمة القطرية الدوحة. تقع شمال رأس أبروق قرية زكريت.

## الآثار
يعد رأس أبروق واحدا من أكثر المواقع الحجرية في قطر. له أحد أعلى نسب أواني خزفية لفترة العبيد في قطر. كشفت الحفريات في السبعينات عن بنية تشبه الحلق والمواقد والفخار وأدوات كيرنس والأدوات الحجرية التي يرجع تاريخها إلى العصر الحجري الحديث. كما تم انتشال العديد من عظام الأسماك وقشور الحلزون. ج. ه. سميث وهو أحد حفاري الموقع أشارت إلى أنه كان مخيما موسميا وأن سكانها أقاموا علاقات تجارية مع الحضارات المجاورة.
أدت الحفريات الأثرية الأخرى إلى اكتشاف خزف باربار من حضارة دلمون التي يرجع تاريخها إلى الألفية الثالثة قبل الميلاد. هناك عدد من ركام من حجارة الغرف التي يرجع تاريخها إلى نفس الفترة تحتوي على 108 حبات مصنوعة من الحجر والقشور.
كشفت الحفريات التي أجريت خلال منتصف القرن العشرين عن سمات سلوقية مميزة وحصيرة تتكون من 100 سجن دفن يعود تاريخها إلى القرن الثالث قبل الميلاد. يشير العدد الكبير نسبيا من القشور إلى وجود عدد كبير من المجتمعات البحرية في المنطقة خلال هذه الفترة.
كشفت حفريات أخرى محطة الصيد التي يرجع تاريخها إلى حوالي 140 قبل الميلاد الذي استخدمته السفن الأجنبية لتجفيف الأسماك خلال الفترة الساسانية. تم العثور على عدد من الهياكل الحجرية وكميات كبيرة من عظام الأسماك من الموقع.